# Antônio de Almeida Lustosa
Antônio de Almeida Lustosa (ur. 11 lutego 1886 w São João del-Rei, zm. 14 sierpnia 1974 w Carpinii) – brazylijski duchowny katolicki, biskup, arcybiskup, salezjanin, Sługa Boży.

## Życiorys
Święcenia kapłańskie przyjął w 1912, a w 1925 mianowano go biskupem Uberaba. Funkcję tę pełnił do 1928, a do 1931 był biskupem Corumbá. Następnie został arcybiskupem Belém do Pará (1931-1941). 5 listopada 1941 objął urząd arcybiskupa Fortalezy. Nazywano go Biskupem Sprawiedliwości Społecznej.
Po przejściu na emeryturę zamieszkał w domu salezjańskim w Carpina. Z powodu upadku i złamania kości udowej do końca życia poruszał się na wózku inwalidzkim.
Wśród jego osiągnięć znajdują się: ponowne otwarcie seminarium duchownego Nossa Senhora da Conceição (powierzonego administracji salezjanów), utworzenie kilku parafii, założenie wspólnot zakonnych Ojców Crosjerów, Sióstr Córek Maryi Wspomożycielki, Sióstr Miłosierdzia św. Wincentego a Paulo, Sióstr Kapucynek, Angeliek św. Pawła i Sióstr Matki Bożej Zwiastowania, konsekracja Bazyliki Nazaretańskiej, założenie Akcji Katolickiej w Brazylii, odnowa Zgromadzenia Niepokalanego Serca Maryi oraz propagowanie lektur religijnych. Historyk José Maia Bezerra Neto wskazał, że wniósł wielki wkład literacki w historiografię nie tylko Kościoła katolickiego w Brazylii, ale także w całej Amazonii.
Jest pochowany w archikatedrze w Fortaleza.